# Bosöns studentcampus

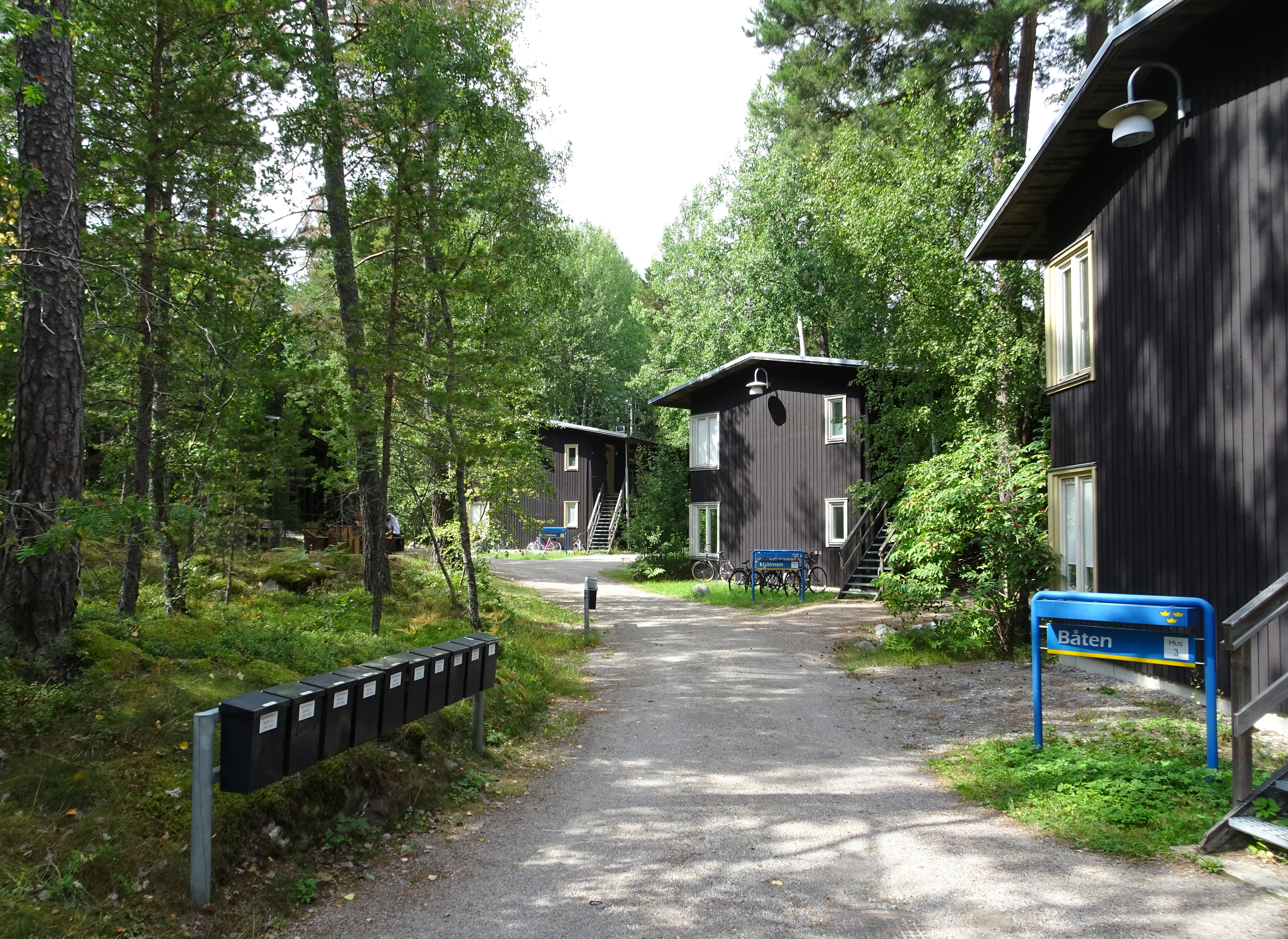
Studentcampus Bosön, augusti 2021.

Bosöns studentcampus är en grupp av åtta bostadshus med 76 studentlägenheter belägna vid Bosövägen 1–8 på Bosön i Lidingö kommun. Anläggningen byggdes 1998–1999 för elever vid Riksidrottsförbundets utvecklingscentrum och skulle visa hur boendet i Olympiska byn skulle ha sett ut under Olympiska sommarspelen 2004, som Stockholm ansökte om men inte fick.

## Planering

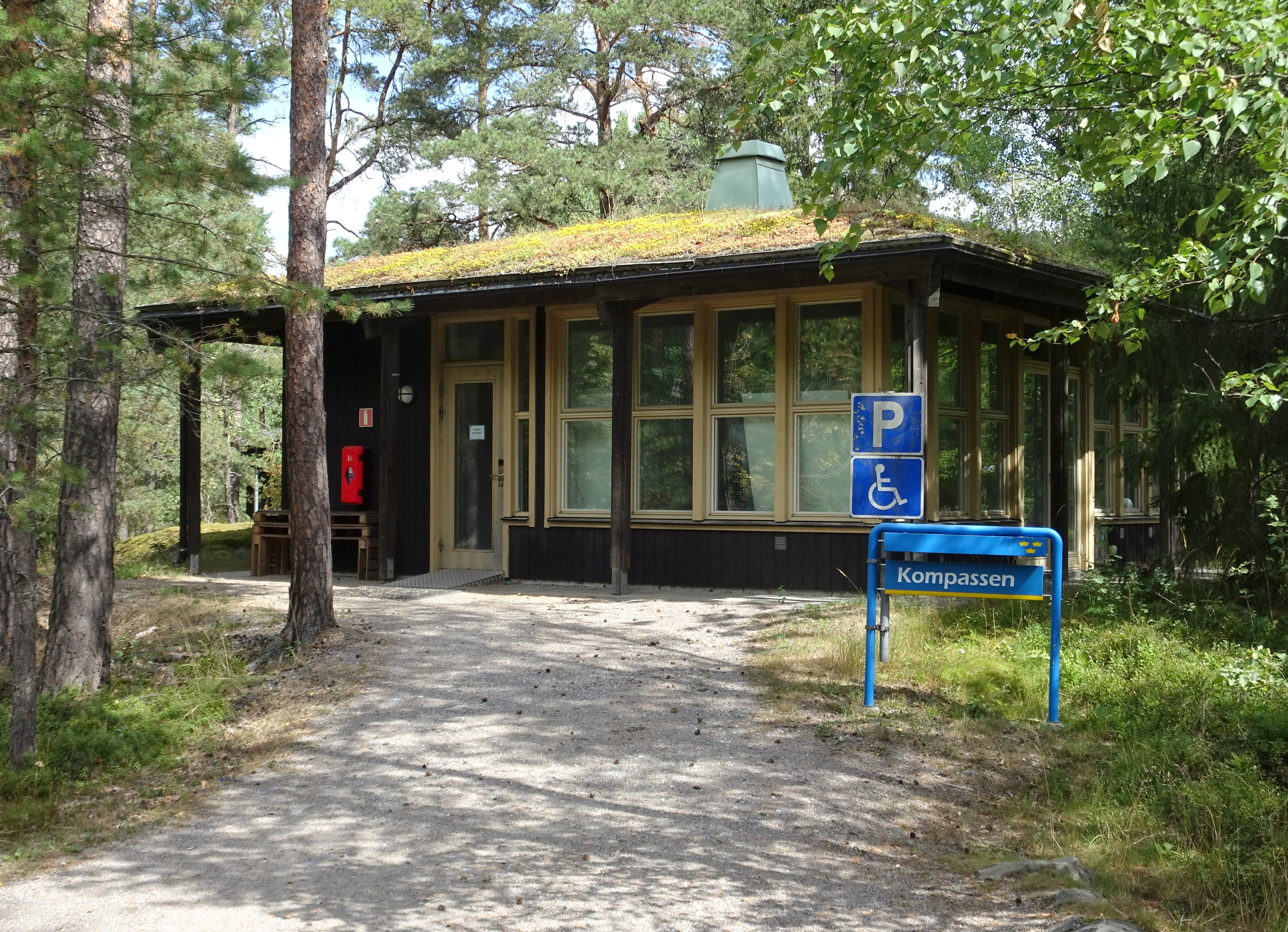
Tvättstugan "Kompassen".

Bosöanläggningens västra del detaljplanerades 1998 och skulle medge bygget av 80 studentlägenheter för elever på Bosön idrottsfolkhögskola. Innan dess bodde inackorderade elever dels inom Bosön i rum med mycket enkelt standard, dels utanför anläggningen. Ett förslag som låg till grund för detaljplanen hade utarbetats av Brunnberg & Forshed arkitektkontor (genom Kjell Forshed och Björn Dahlström). Ett krav var även att bebyggelsen skulle få en ekologisk prägel. 
Området bestod av en skogbevuxen platå med en kulle i mitten. ”Husen ska stå rakt ner i blåbärsriset!” sade arkitekterna när de första skisserna gjordes. Målet var att skona den befintliga vegetationen, husen skulle infogas på ett naturligt sätt i sin miljö. Mellan och kring byggnaderna skulle naturen vara orörd. Byggherre var Riksidrottsförbundet och byggmästare var JM.

## Byggnadsbeskrivning
Brunnberg & Forshed ritade åtta smala, smäckra tvåvåningshus i trä, både i exteriören och i interiören. Fasaderna bruntjärades för att bättre smälta in i skogsmiljön. Husen placerades i solfjäderform runt den lilla kullen i mitten och på den ställdes den gemensamma tvättstugan som orientering lik ”en lykta”. Enligt ”Miljökoncept för byggande av elevcampus på Bosön” användes i första hand miljömärkta material och hanteringen vid bygget var miljöanpassad. 
Våningsantalet begränsades till två, ingen källare, ingen vind. Grundläggningen utfördes varsamt och med minimala ingrep i terrängen. Totalt inrymmer anläggningen 76 studentlägenheter fördelade på 60 enkelrum om 26 m² och 16 dubbelrum om 41 m². Övre våningsplanet nås via loftgångar. Varje enhet fick ett eget namn: "Bollen", "Bågen", "Båten", "Hjälmen", "Kubban", "Kulan", "Skidan" och "Värjan". Den gemensam tvättstuga fick heta "Kompassen". Enligt Riksidrottsförbundet var dessa hus prototyper för hur boendet i Olympiska byn skulle ha sett ut under Olympiska sommarspelen 2004, som Stockholm sökte förgäves.

### Bilder

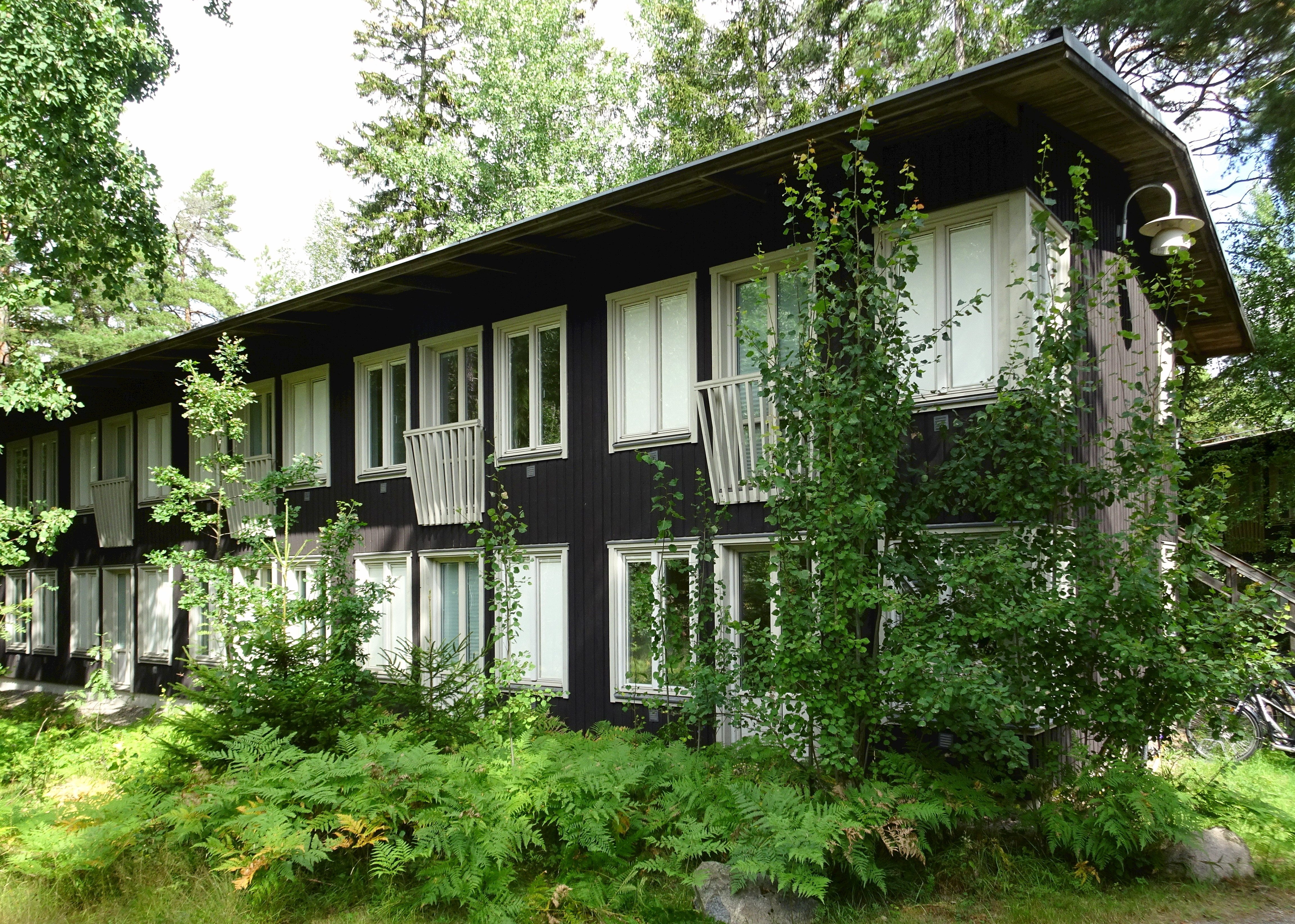
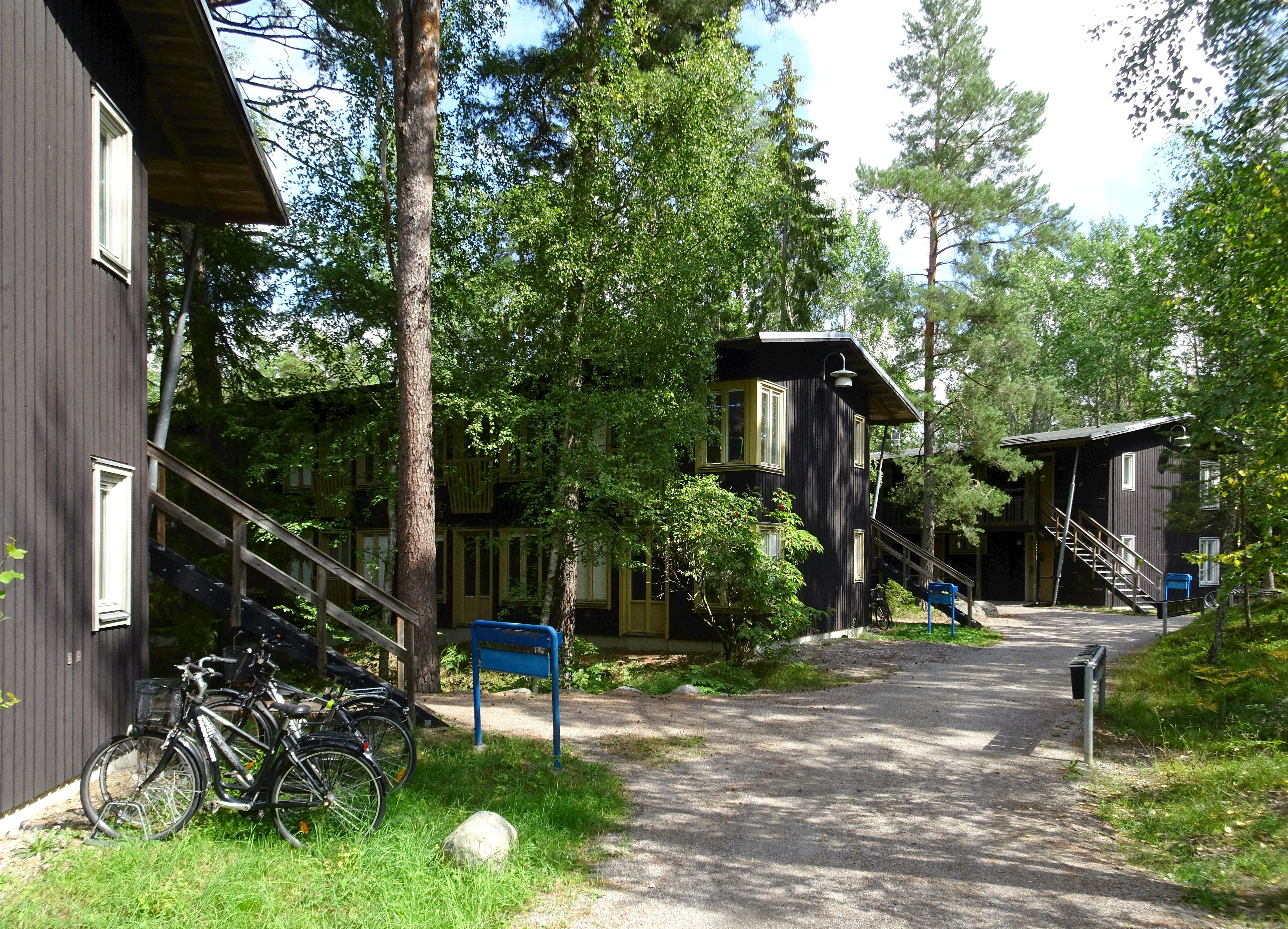
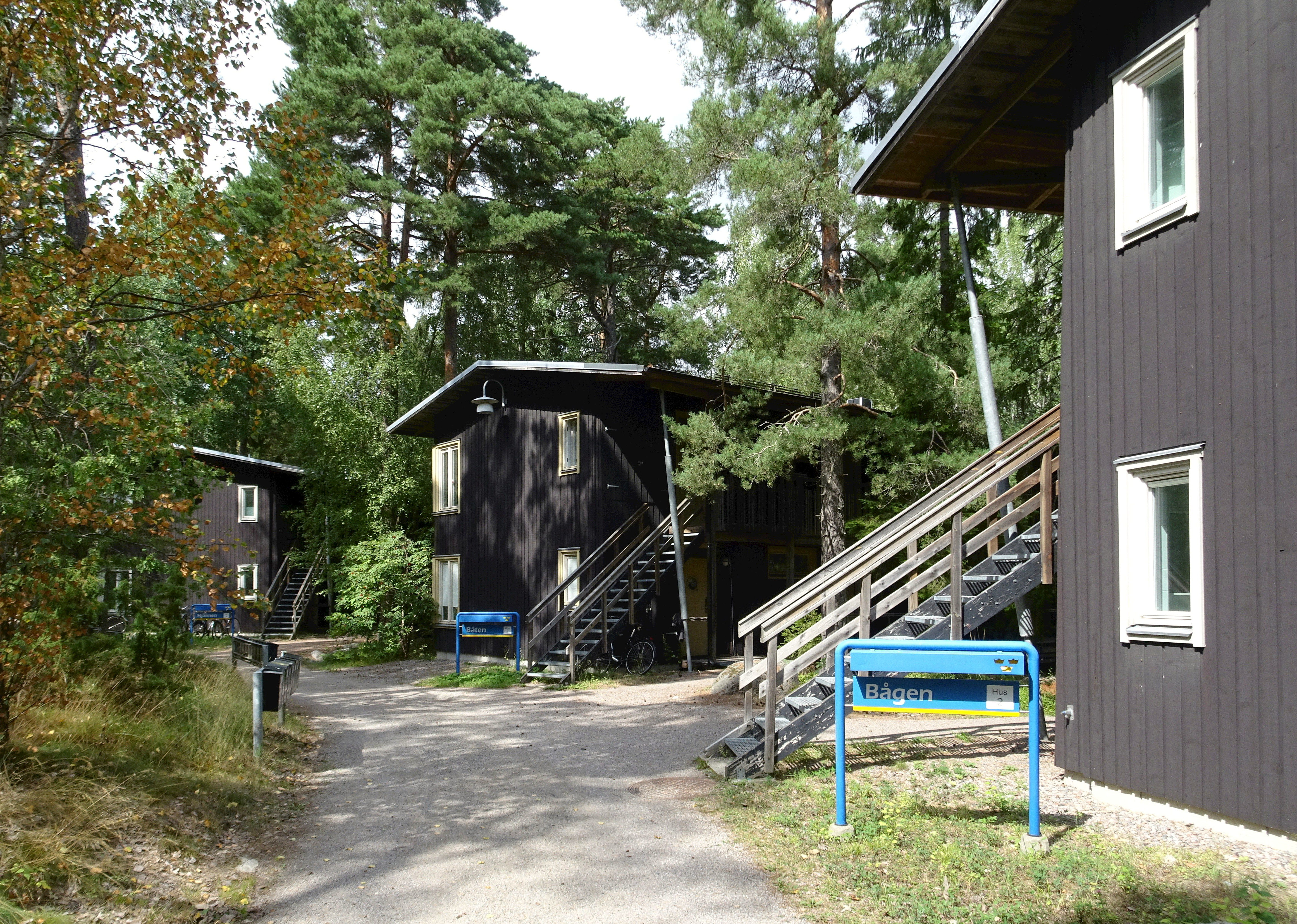
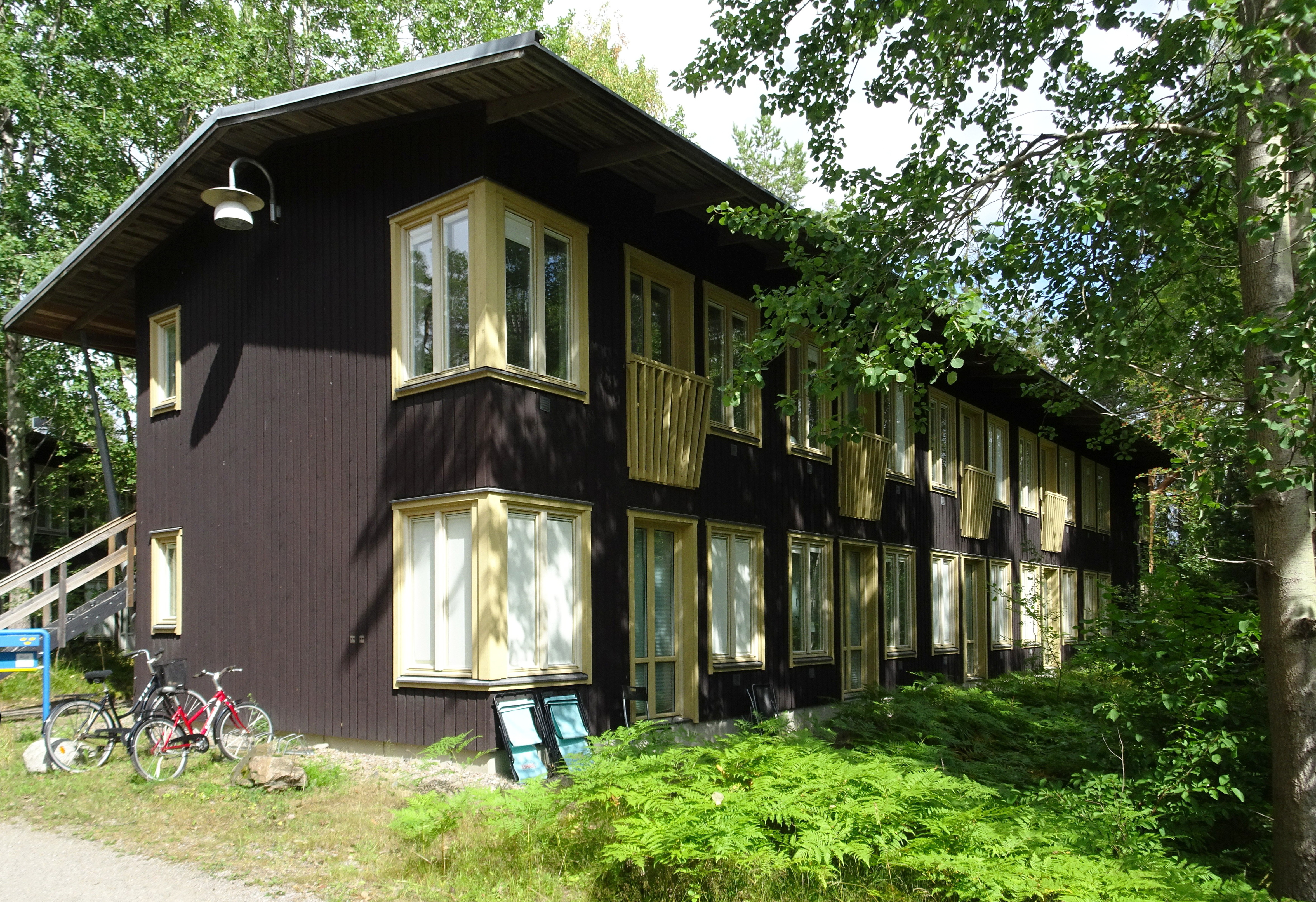